# Estação arqueológica da Pedra de Ouro
A Estação Arqueológica da Pedra de Ouro, também designada por Povoado Calcolítico da Pedra de Ouro ou Castro da Pedra de Ouro, é um povoado fortificado localizado na freguesia de Carregado e Cadafais, no Município de Alenquer, em Portugal.
Está classificado como Monumento Nacional desde 1990 pelo Decreto n.º 29/90, DR n.º 163, de 17 de julho de 1990.
Situa-se num planalto, junto à povoação de Pedra de Ouro. A nível defensivo destacam-se os declives das encostas, muralhas e um duplo sistema defensivo. A parte fortificada tinha uma configuração quase rectangular. Destaca-se também a possibilidade de ter existido uma torre, por análise de alicerces de uma construção aí existente. Foi também encontrado um monumento funerário.
No Museu Municipal Hipólito Cabaço encontram-se expostas algumas peças aí encontradas. Este espólio integra objetos de uso comum (machados, goivas, polidores, percutores, núcleos, lascas, lâminas, facas, raspadeiras, espátulas em osso, furadores, alfinetes, objectos metálicos, cerâmica doméstica e votiva, conchas e sementes).